# Plus ultra
|  | Aquest article tracta sobre un lema llatí. Vegeu-ne altres significats a «Plus Ultra (hidroavió)». |

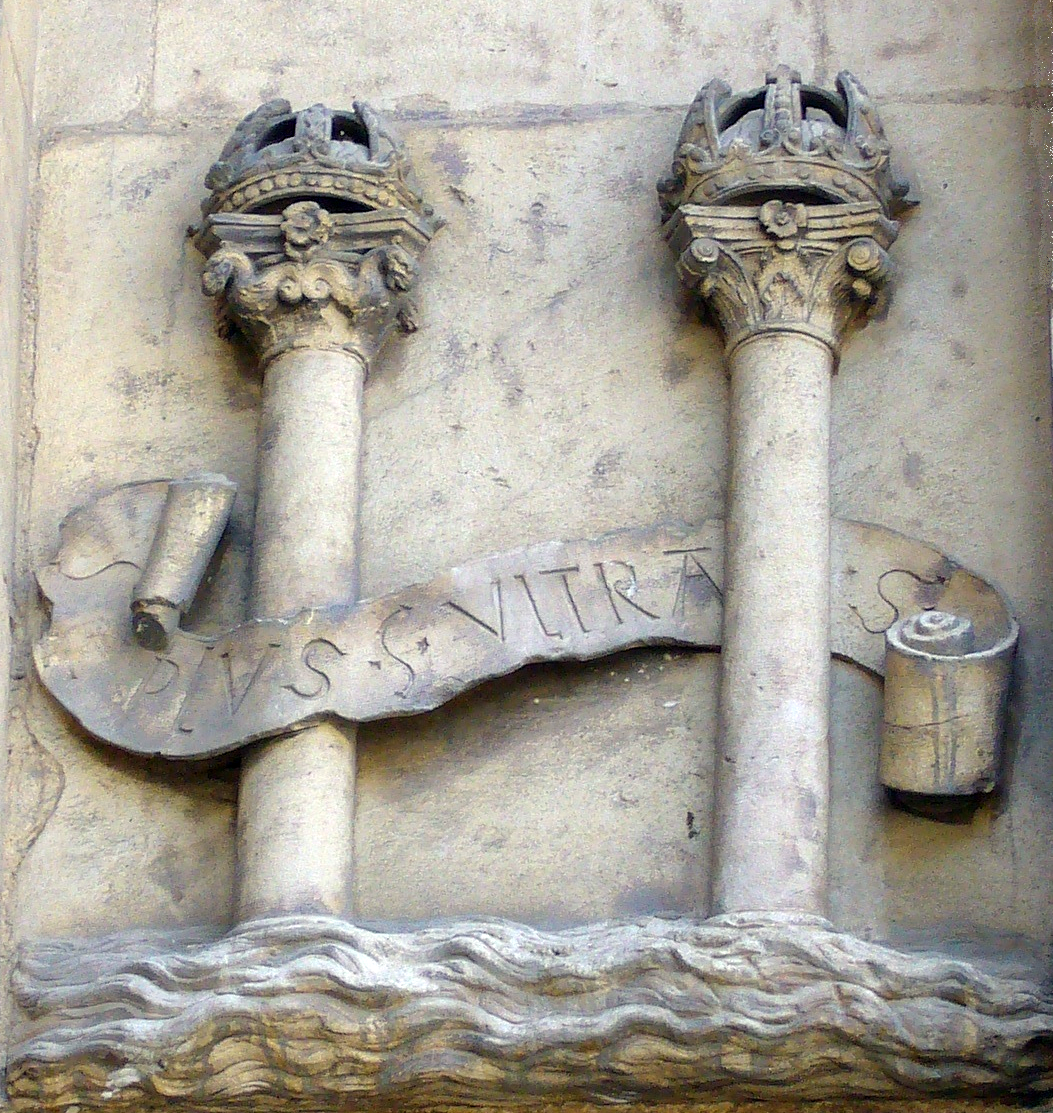
Lema Plus Ultra a l'Ajuntament de Sevilla

Escut d'Espanya amb el lema Plus ultra al voltant de les columnes d'Hèrcules

Plus ultra (del llatí que significa "més enllà") és un lema llatí, actualment lema d'Espanya. Fou adoptat per l'emperador Carles V com a lema personal d'expressió del dinamisme del nou imperi. El lema prové de la influència del metge i conseller personal de Carles I, l'humanista milanès Luigi Marliano, que va aconsellar al jove duc i futur emperador el 1515, quan va arribar la seva majoria d'edat i va ser proclamat gran mestre de l'Orde del Toisó d'Or, posar dins del seu blasó el lema Plus oultre en francès, que després es va llatinitzar a Plus ultra. Aquest lema es va utilitzar per a animar a oblidar l'antic advertiment als navegants de la mitologia grega, segons la qual Hèrcules havia posat dos pilars a l'estret de Gibraltar, i es creia que eren els límits del món, l'última frontera per als navegants del Mediterrani. Era el Non Terrae Plus ultra (no existeix terra més enllà) en referència també a Finisterre. Aquest lema va perdre el seu poder simbòlic quan Cristòfol Colom va arribar a Amèrica creuant l'oceà Atlàntic el 1492. Des de llavors, aquest ha estat el lema nacional d'Espanya. En l'actual escut constitucional, el lema està inscrit al voltant de les dues columnes d'Hèrcules.
Jacint Verdaguer també en féu un poema amb aquest títol, "Plus ultra" (1903), d'interpretació mística, que modernament Pascal Comelade i Enric Casasses musicaren (l'any 2006, dins del disc La manera més salvatge, Discmedi, Barcelona, 2006) a partir d'una cançó, Knockin' on Heaven's Door, de Bob Dylan:

## Poema
Estello, fai-te clara

car cerque moun camin

Allà dellà de l'espai

he vist somriure una estrella

perduda en lo camp del cel 

com espiga en temps de sega, 

com al pregon de l'afrau

una efímera lluerna.

–Estrelleta –jo li he dit–, 

de la mar cerúlea gemma, 

de les flors de l'alt verger 

series tu la darrera?

–No só la darrera, no,

no só més que una llanterna

de la porta del jardí

que creies tu la frontera.

És sols lo començament, 

lo que prenies per terme.

L'univers és infinit 

pertot acaba i comença,

i ençà, enllà, amunt i avall, 

la immensitat és oberta, 

i a on tu veus lo desert 

eixams de mons formiguegen.

Dels camins de l'infinit 

són los mons la polsinera 

que puja i baixa a sos peus

quan Jehovà s'hi passeja.

(Jacint Verdaguer, Al Cel, 1903)